# غرانت غولدن
غرانت غولدن (بالإنجليزية: Grant Golden) هو لاعب كرة مضرب أمريكي، ولد في 21 أغسطس 1929 في شيكاغو في الولايات المتحدة.